# Yinxu
Yinxu (chiń. 殷墟; pinyin Yīnxū) – stanowisko archeologiczne w Chinach, w pobliżu miasta Anyang w prowincji Henan. Zachowały się tu ruiny miasta Yin – ostatniej stolicy dynastii Shang, panującej w latach 1600–1046 p.n.e. Stolica służyła 12 królom przez 255 lat.
Stanowisko archeologiczne zostało odkryte dzięki zidentyfikowaniu pochodzenia pojawiających się u antykwariuszy w Pekinie kości z inskrypcjami w nieznanym języku – jak później określono były to kości wróżebne pokryte najstarszym pismem chińskim.
Jedynym dotychczas znalezionym (2002) niezłupionym grobowcem jest Fu Hao, w którym prawdopodobnie pochowano małżonkę króla Wu Dinga z XIII wieku p.n.e. Znaleziono w nim 1928 artefaktów, w tym m.in.:
- 200 rytualnych naczyń z brązu (największy taki zbiór znaleziony w Chinach);
- przedmioty z jadeitu;
- muszle kauri.

W roku 2006 stanowisko archeologiczne w Yinxu wpisano na listę światowego dziedzictwa UNESCO.